# Alexander von Linsingen

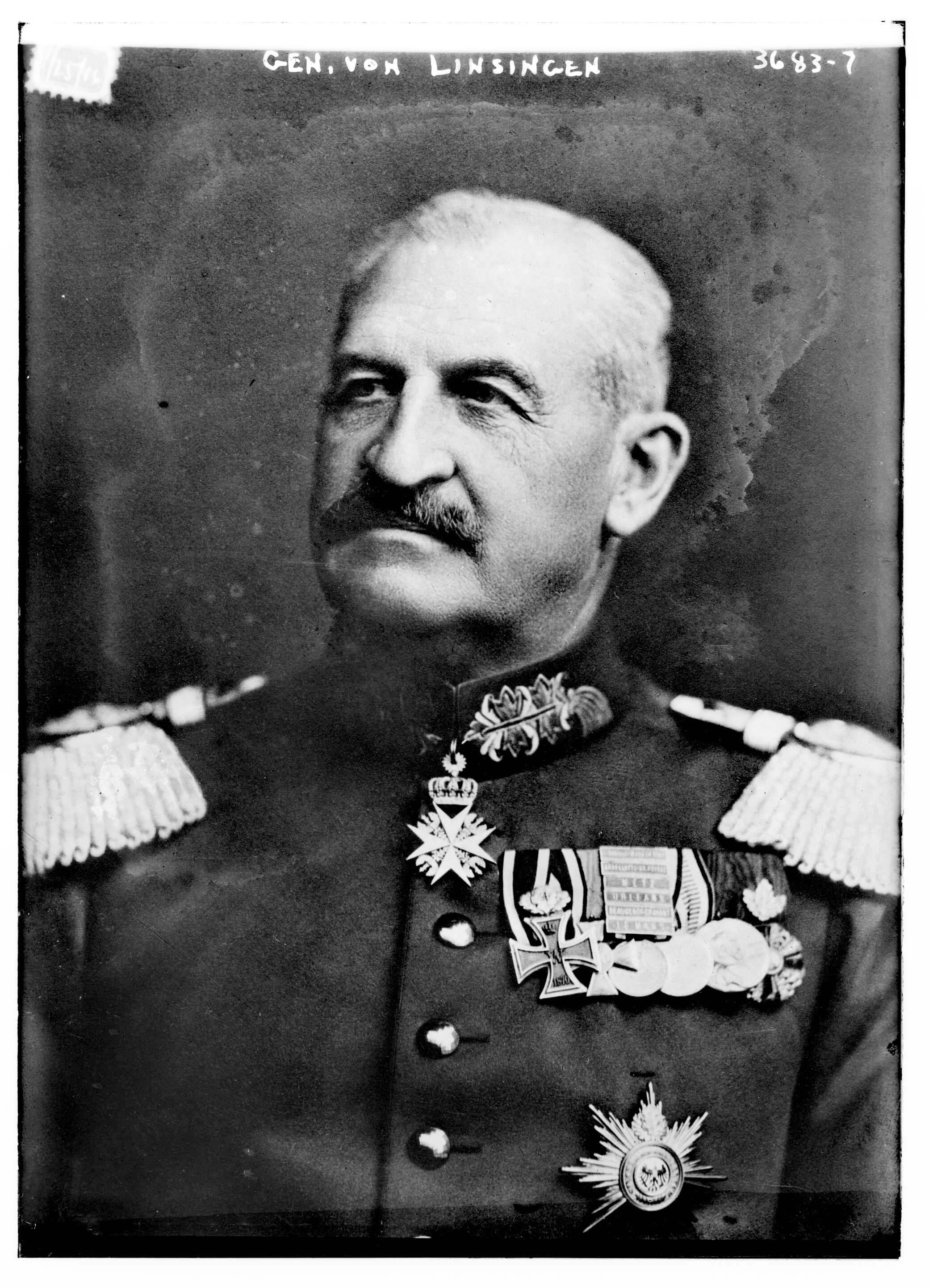
Brustbild Alexander von Linsingen mit Orden und Ehrenzeichen

Alexander Adolf August Karl von Linsingen (* 10. Februar 1850 in Hildesheim; † 5. Juni 1935 in Hannover) war ein preußischer Generaloberst im Ersten Weltkrieg.

## Leben

### Herkunft
Alexander von Linsingen entstammte dem edelfreien Uradelsgeschlecht von Linsingen und war der Sohn des Geheimen Regierungsrates und Kreishauptmannes Wilhelm Friedrich Klaus von Linsingen (* 4. Februar 1815 in Hannover; † 7. Juni 1889 ebenda) und dessen Ehefrau Marie Karoline Dorothea, geborene von Berlepsch (* 24. April 1814 in Berlepsch; † 28. Juli 1890 in Hannover). Sein Großvater war der hannoversche General der Kavallerie Ernst von Linsingen, sein Urgroßonkel der britisch-hannoversche General der Kavallerie Carl Graf von Linsingen.
Linsingen wurde im Hannoverschen Familiengrab auf dem Neuen St. Nikolai-Friedhof im Stadtteil Nordstadt mit einem Staatsbegräbnis beigesetzt.

### Militärlaufbahn
Alexander von Linsingen erhielt seine Ausbildung auf dem Lyzeum in Hannover und als Cadett in Hannover und Berlin. Nach seiner Erziehung im Kadettenkorps wurde er am 7. April 1868 als chargierter Portepeefähnrich in das 4. Westfälische Infanterie-Regiment Nr. 17 der Preußischen Armee überwiesen. Hier erhielt Linsingen am 10. November 1868 das Patent zu seinem Dienstgrad und wurde am 14. Oktober 1869 zum Sekondeleutnant befördert. Während des Deutsch-Französischen Krieges nahm Linsingen mit dem Regiment an den Schlachten bei Vionville, St. Privat und Le Mans, sowie bei den Gefechten bei Petite Maxe, Charly-sur-Marne, Neuville-aux-Bois, Château Sergueu, Vendôme und Azay teil. Für seine Leistungen wurde er mit dem Eisernen Kreuz II. Klasse ausgezeichnet.
Ab dem 1. November 1874 war er Bataillonsadjutant und wurde mit seiner Beförderung zum Premierleutnant Adjutant der 30. Infanterie-Brigade in Koblenz und ab 29. März 1875 in gleicher Eigenschaft bei der 39. Infanterie-Brigade (Deutsches Kaiserreich) in Hannover. Am 12. Oktober 1878 wurde er à la suite des Ostfriesischen Infanterie-Regiments Nr. 78 gestellt. Zur 11. Infanterie-Brigade nach Brandenburg an der Havel wurde der Adjutant am 18. April 1882 versetzt. Dort wurde er am 14. Oktober 1882 als Hauptmann mit einem Patent vom 10. Februar 1876 à la suite des 4. Garde-Regiments zu Fuß aus Spandau gestellt. Aus seinem Kommando entbunden und in das Regiment einrangiert als „überzähliger Hauptmann“ wurde Linsingen am 21. November 1882 und am 2. Juni 1883 zum Kompaniechef ernannt. Als Adjutant bei der 31. Division wurde er am 16. Mai 1888 nach Straßburg versetzt. Mit einem Patent vom 21. November 1880 wurde er unter der Versetzung in das Leib-Grenadier-Regiment „König Friedrich Wilhelm III.“ (1. Brandenburgisches) Nr. 8 am 22. Mai 1889 als Adjutant zum Generalkommando des XIV. Armee-Korps nach Karlsruhe versetzt. Nach der Verleihung des Charakters eines Majors am 20. August 1889 erhielt er am 21. September das Patent dazu.

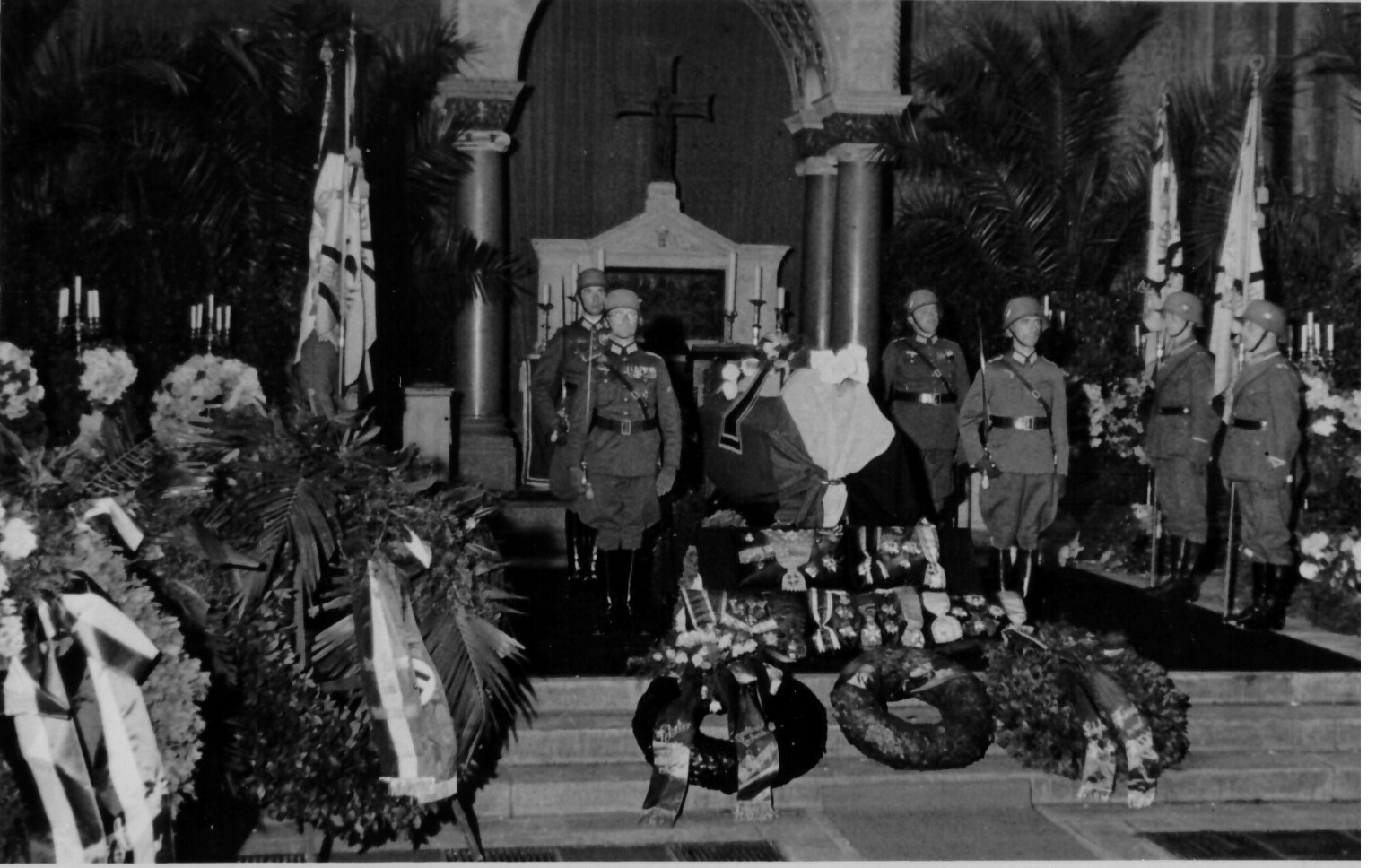
Staatsbegräbnis für Alexander von Linsingen am 8. Juni 1935 in der Garnisonkirche Hannover

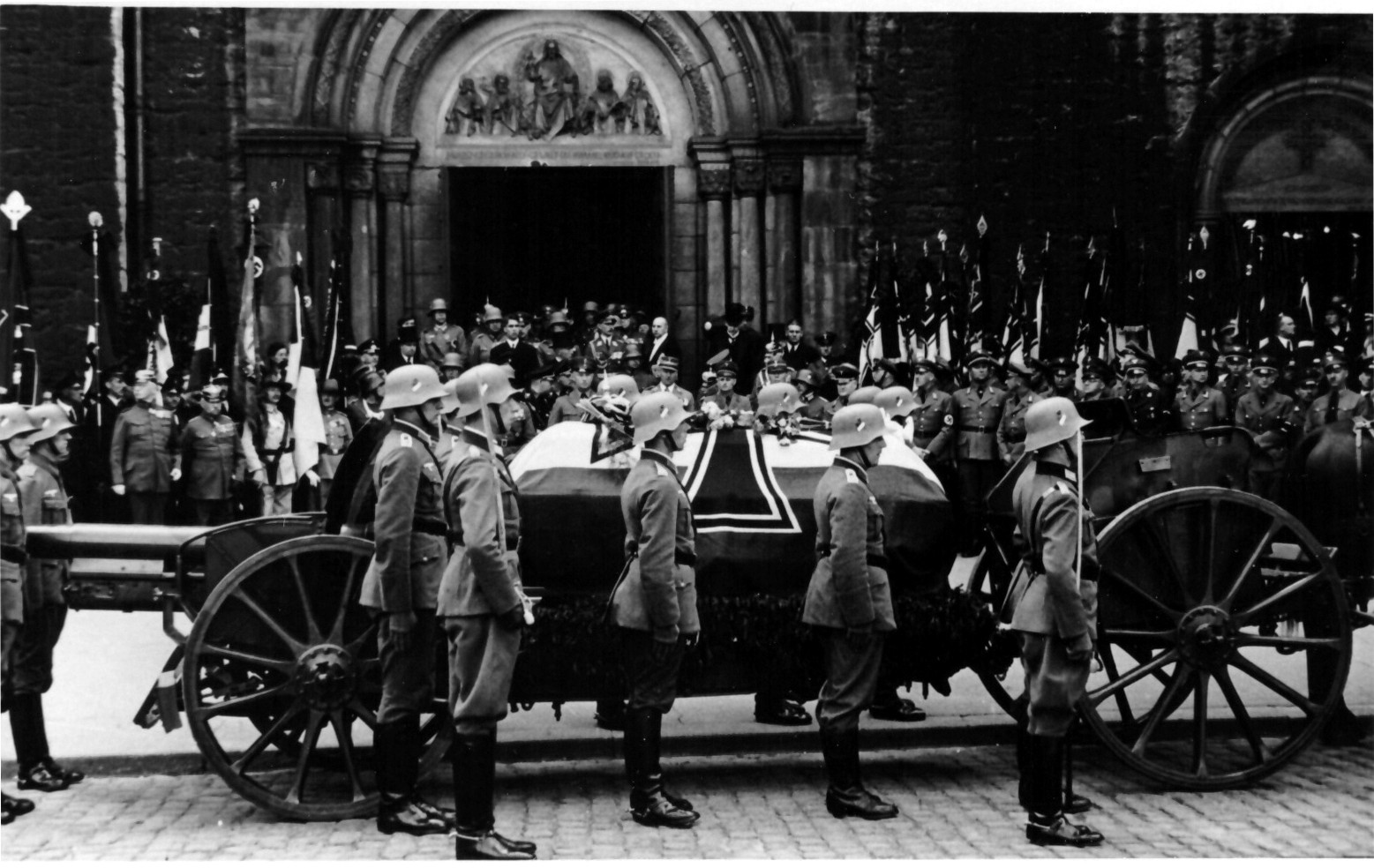
Staatsbegräbnis für Alexander von Linsingen am 8. Juni 1935, Ansicht vor der Garnisonkirche

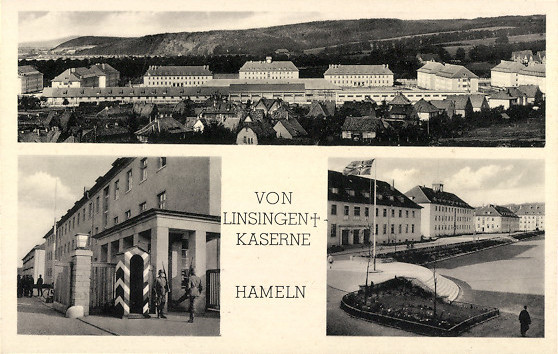
Linsingen Kaserne, Hameln

Unter der Entbindung von seinem Kommando wurde Linsingen am 15. Dezember 1890 zum 2. Hanseatischen Infanterie-Regiments Nr. 76 versetzt und zum Kommandeur des III. (Füsilier) Bataillons in Lübeck ernannt. Unter der Beförderung zum Oberstleutnant wurde er am 15. Juni 1895 in den Stab des Grenadier-Regiments „König Friedrich Wilhelm IV.“ (1. Pommersches) Nr. 2 nach Stettin versetzt. Am 18. November 1897 wurde er zum Oberst befördert und zum Kommandeur des Grenadier-Regiments „König Friedrich II.“ (3. Ostpreußisches) Nr. 4 in Allenstein, ab 1898 Rastenburg, ernannt.
Zum Generalmajor befördert und zum Kommandeur der 81. Infanterie-Brigade ernannt, kehrte Linsingen am 16. Juni 1901 in die Lübecker Hansestadt zurück und war wieder, wie bereits von 1890 bis 1895, die ranghöchste Militärperson der Stadt. Auf dem Kaisermanöver des Jahres 1904 in Altona ist er bei der Vergabe der neuen Benennungen der hanseatischen Regimenter an der Paradetafel im Festsaal des Altonaer Kaiserhofes durch den Kaiser, „Hamburg“ für die 76er und „Lübeck“ für die 162er, zugegen gewesen.
1905 übernahm Linsingen als Generalleutnant die 27. Division (2. Königlich Württembergische) in Ulm. Zwei Jahre später kehrte er nach seiner Beförderung zum General der Infanterie als Kommandierender General des II. Armee-Korps nach Stettin zurück.
Mit Ausbruch des Ersten Weltkriegs trat sein Korps auf den westlichen Kriegsschauplatz unter der 1. Armee in der Schlacht von Mons vom 22. bis 23. August erstmals in die Kämpfe ein. Ab Januar 1915 führte er die neugegründete Südarmee, ab Juli des gleichen Jahres die Bugarmee. Von September 1915 bis 31. März 1918 hatte er den Oberbefehl über die Heeresgruppe Linsingen, Zusammenschluss der Südarmee und Bugarmee, inne. Er brach die Offensive des russischen Generals Brussilow, eroberte Brest-Litowsk (27./28. August 1915), nahm Pinsk ein (16. September 1915). In der Zeit nach dem Waffenstillstand folgten 1917/18 der Feldzug in die Ukraine, die Eroberung von Toboly, die Besetzungen von Odessa, Poltawa und der Krim.
Am 7. April 1918 wurde Linsingen anlässlich seines 50-jährigen Militärjubiläums durch den Kaiser zum Generaloberst befördert. Erst am 1. Juni 1918 fand er eine neue Verwendung als Oberbefehlshaber in den Marken und Gouverneur von Berlin. Am Morgen des 9. November war er noch zuversichtlich, dass nichts verloren sei, solange Berlin gehalten würde. Vorsorglich hatte er in den Tagen vorher als besonders kaisertreu geltende Truppenteile, wie die Naumburger Jäger zur Verstärkung in die Stadt geholt. Nach Ausbruch der Novemberrevolution verbot er der Truppe den Gebrauch der Waffe bei der Verteidigung des Reichstagsgebäudes.
Er trat am 9. November 1918 zurück. An diesem Tage hatte Philipp Scheidemann vom Reichstagsgebäude die Republik und Karl Liebknecht vor dem Berliner Schloss die deutsche Sowjetrepublik ausgerufen. Linsingens letzter Befehl war das Schießverbot auf die nach Berlin marschierenden revoltierenden Kieler Matrosen: "Deutsche schießen nicht auf Deutsche". Er stellte seinen Posten zur Verfügung und wurde daraufhin am 17. November 1918 zur Disposition gestellt.

### Familie
Alexander von Linsingen hatte am 20. August 1880 in Hannover Paula Louise Mummy (* 1. September 1860 in Bremen; † 18. April 1885 in Spandau) geheiratet, Tochter des Rittergutsbesitzers Oscar Mummy zu Burg bei Hannover. Aus dieser Ehe gingen die Tochter Maria (1881–1963) verheiratet mit Hans Magnus Graf von Hoym, der Sohn Kurt Wilhelm Karl Alexander (1882–1936), Rittmeister a. D., und die Tochter Paula (1885–1970), verheiratet mit Gisbert Freiherr  von Romberg, hervor. Nach dem Tod seiner ersten Frau heiratete Alexander von Linsingen Felicie Mary Mummy (1887–1953), aus deren Ehe die Söhne Oskar Theodor Ludolf (1889–1929), Hauptmann a. D., und Hans-Carl Hermann (1896–1967), verheiratet mit Ruth Momm aus einer niederrheinischen Unternehmerfamilie, stammten. Hans-Carl von Linsingen, der im Ersten Weltkrieg als Oberleutnant zeitweilig der Jagdstaffel 11 (Jagdgeschwader Richthofen) angehörte, trat im Zweiten Weltkrieg freiwillig in die Luftwaffe ein und wurde Oberst d. Res. der Luftwaffe, Kommodore und Berater des rumänischen Generalstabes.

## Auszeichnungen
- Kronenorden II. Klasse mit dem Stern[7]
- Rechtsritter des Johanniterordens[7]
- Preußisches Dienstauszeichnungskreuz[7]
- Komtur II. Klasse des Ordens Albrechts des Bären[7]
- Ritterkreuz II. Klasse des Ordens vom Zähringer Löwen mit Eichenlaub[7]
- Bayerischer Militärverdienstorden II. Klasse mit Stern[7]
- Großkreuz mit der Krone in Gold des Ordens der Wendischen Krone[7]
- Großkomtur des Greifenordens[7]
- Großkreuz des Friedrichs-Ordens[7]
- Großkreuz des Schwertordens[7]
- Eisernes Kreuz (1914) I. Klasse
- Pour le Mérite mit Eichenlaub
  - Pour le Mérite am 14. Mai 1915
  - Eichenlaub am 3. Juli 1915
- Großkreuz des Militär-Max-Joseph-Ordens am 21. Juli 1915[8]
- Schwarzer Adlerorden am 27. Januar 1917
- Großkreuz des Roten Adlerordens mit Schwertern am 27. Januar 1917

## Benennungen von Straßen und Objekten
- Linsingenstraße in Hannover

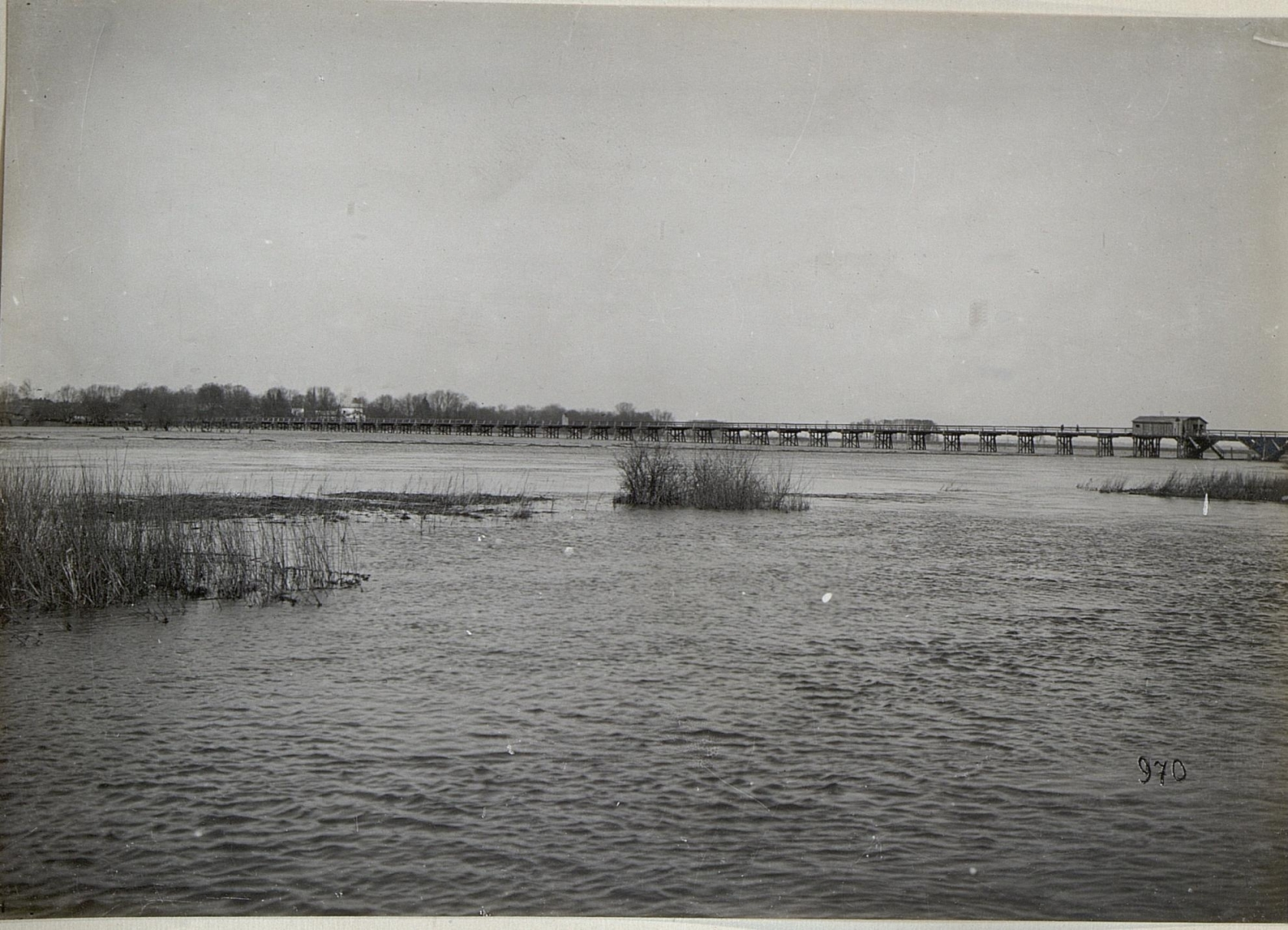
Eröffnung der Linsingen Brücke, wahrscheinlich nahe Kowel

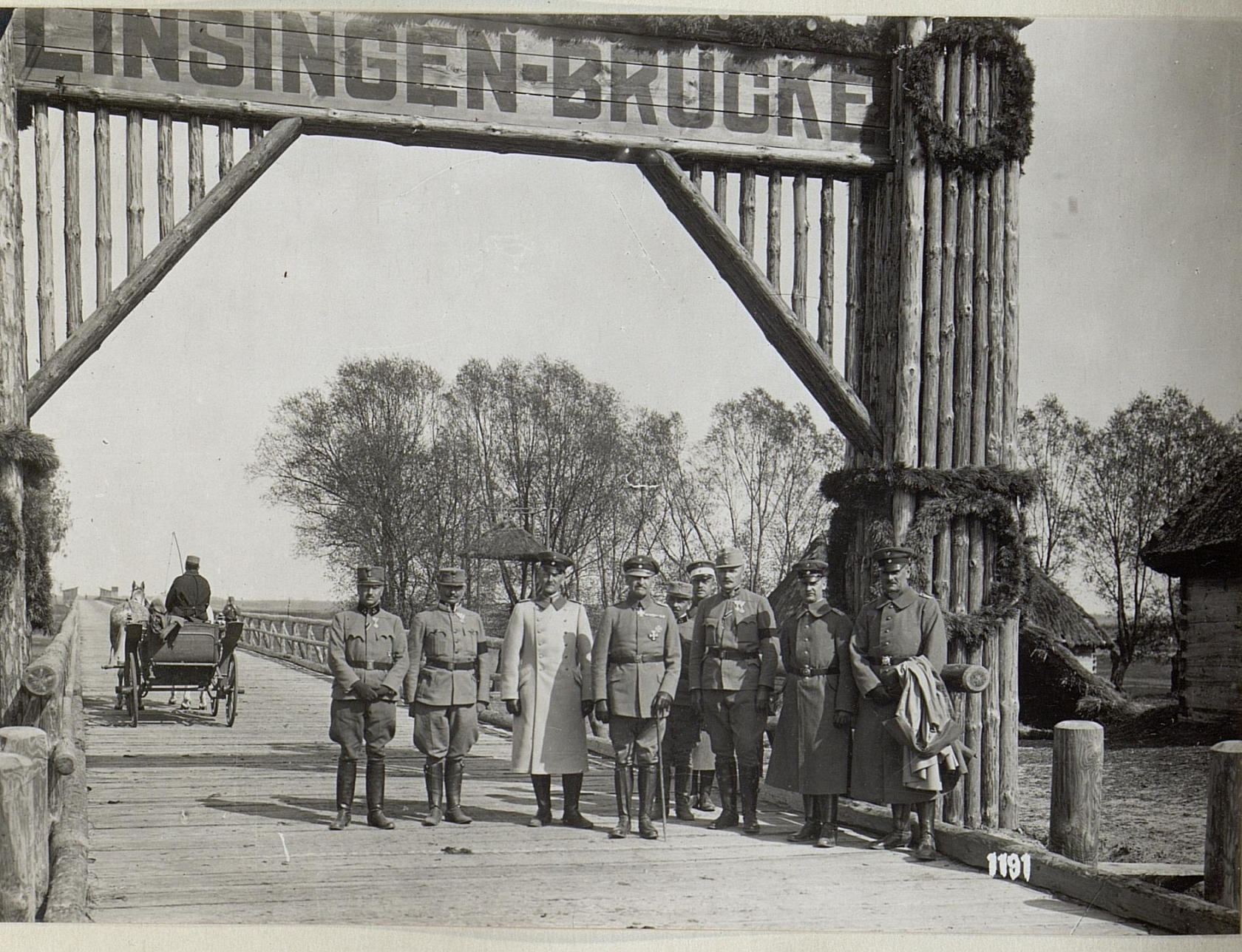
General von Linsingen posiert bei der nach ihm benannten Brücke

- von-Linsingen-Straße, Bad Fallingbostel
- Linsingenallee, ehemals in Stettin
- Linsingen Kaserne in Hameln, nach dem Zweiten Weltkrieg britische Kaserne mit dem Doppelnamen Gordon Barracks – Linsingen Kaserne[9]
- Linsingen-Zimmer im Leineschloss Hannover mit Orden, Ehrenstücken und Erinnerungen (im Zweiten Weltkrieg zerstört)
- Linsingen-Brücke, wahrscheinlich nahe Kowel (Ukraine), 1916/1917

## Verweise